# Сан-Романо-Мартире (титулярная церковь)
Титулярная церковь Сан-Романо-Мартире (лат. Titulus Sancti Romani Martyris) — титулярная церковь была создана Папой Франциском 14 февраля 2015 года. Титул принадлежит церкви Сан-Поликарпо, расположенной в квартале Рима Пьетралата, на ларго Антонио Бельтрамелли.

## Список кардиналов-священников титулярной церкви Сан-Романо-Мартире
- Бырханэйэсус Дэмрэв Сурафел, C.M. — (14 февраля 2015 — по настоящее время).